# 旱天雷
《旱天雷》是廣東音樂的樂曲，最早見於1921年丘鶴濤所編《弦歌必讀》，是揚琴家嚴老烈根據廣東戲曲的過場曲《三寶佛》中的其中一段《三汲浪》改編而成。原曲《三汲浪》的曲調平穩、低沈，改編成《旱天雷》後的樂曲變為活潑、歡快。本曲表達了天逢久旱，人們看到烏雲，聽到雷聲時所表現的喜悅心情。

## 揚琴技巧的運用
嚴老烈是清末一位廣東音樂家，擅長演奏揚琴，《旱天雷》是以揚琴的演奏特性來改編。運用了民間音樂創作中常用的加花等技法，對原曲給以新的節奏處理，並充分發揮揚琴密打竹法，經常運用八度及其它大音程的跳音，以及同音或者八度的重疊音，反映出揚琴重複打奏同一音或八度音的演奏習慣，使陳調出新聲。
樂曲有不少樂句是七聲音階的旋律。由於揚琴一般以七音音階調弦，這亦不無關係。

## 結構
全曲分兩段，而兩段的結束句相同。兩段表現不同的情緒，第一段活潑歡快，第二段優美流暢。由於樂曲的篇幅比較短小，現代演奏時，多把樂曲奏兩次，第二次速度較快。
廣東音樂演奏時，樂師根據同一基本旋律，由不同樂器根據本身的技術特點，以及在合奏中擔任的角色作加花演奏，形成支聲複調的織體。